# День пам'яті загиблих байкерів
День пам'яті загиблих мотоциклістів (байкерів) — всеукраїнський день пам'яті, який щорічно відзначають 18 вересня в пам'ять про Анну Мішуткіну, яка загинула в Сімферополі 2008 року.

## Загибель Анни Мішуткіної
16 вересня 2008 року містом Сімферополь їхав автомобіль Bentley Continental GT (вартість понад 200 000 $, двигун об'ємом 6 л). За кермом перебував Віталій Файнґольд — син ексдепутата та мільйонера Йосифа Файнґольда. У районі залізничного вокзалу біля «Макдональдса», рухаючись зі швидкістю 200 км/год Віталій не пропустив мотоцикл Suzuki, що рухався головною дорогою. Унаслідок ДТП як мотоцикл, так і водія мотоцикла просто розірвало на шматки. Водієм була 25-річна Анна Мішуткіна, байкерський нік «Нікіта́». Аня організувала в Криму байкерський рух для дівчат під назвою «Дочери ветра». Без матері залишилася донька Єва, які тоді було 5 років. Віталій Файнґольд визнав себе винним, але досі на волі.

## День пам'яті
Байкери всієї України підтримали ідею зробити день похорону Ані щорічним днем пам'яті загиблих байкерів. 18 вересня байкери організовують мотоколони центральними вулицями міст, запалюють в центрі міст свічки, відвідують панахиди, проводять збір біля Пам'ятник загиблим байкерам у Білій Церкві. Тиха хвилина мовчання обов'язково завершується ревом потужних двигунів.
У цей день серед байкерів є негласне табу — не осуджувати, не обговорювати і не звинувачувати автомобілістів, в тому числі винуватців ДТП. Важливіше нагадувати всім про дотримання правил дорожнього руху.